# Снідс (Флорида)
Снідс (англ. Sneads) — місто (англ. town) в США, в окрузі Джексон штату Флорида. Населення — 1699 осіб (2020).

## Географія
Снідс розташований за координатами 30°42′32″ пн. ш. 84°55′28″ зх. д. / 30.70889° пн. ш. 84.92444° зх. д. (30.708953, -84.924555).  За даними Бюро перепису населення США в 2010 році місто мало площу 11,99 км², з яких 11,43 км² — суходіл та 0,56 км² — водойми.

## Демографія
Згідно з переписом 2010 року, у місті мешкало 1849 осіб у 802 домогосподарствах у складі 502 родин. Густота населення становила 154 особи/км².  Було 969 помешкань (81/км²).
Расовий склад населення:
| - 78,0 % — білих - 18,5 % — чорних або афроамериканців - 0,4 % — азіатів - 0,2 % — корінних американців - 0,1 % — вихідців з тихоокеанських островів - 1,4 % — осіб інших рас |

До двох чи більше рас належало 1,4 %. Частка іспаномовних становила 2,7 % від усіх жителів.
За віковим діапазоном населення розподілялося таким чином: 25,0 % — особи молодші 18 років, 56,9 % — особи у віці 18—64 років, 18,1 % — особи у віці 65 років та старші. Медіана віку мешканця становила 40,3 року. На 100 осіб жіночої статі у місті припадало 84,9 чоловіків;  на 100 жінок у віці від 18 років та старших — 79,5 чоловіків також старших 18 років.
Середній дохід на одне домашнє господарство  становив 44 692 долари США (медіана — 31 607), а середній дохід на одну сім'ю — 54 742 долари (медіана — 45 192). За межею бідності перебувало 30,3 % осіб, у тому числі 52,0 % дітей у віці до 18 років та 22,5 % осіб у віці 65 років та старших.
Цивільне працевлаштоване населення становило 643 особи. Основні галузі зайнятості: освіта, охорона здоров'я та соціальна допомога — 29,1 %, мистецтво, розваги та відпочинок — 16,8 %, публічна адміністрація — 15,7 %.